# Eunidia strigata
Eunidia strigata là một loài bọ cánh cứng trong họ Cerambycidae.